# Ferschnitz
Ferschnitz ist eine Marktgemeinde mit 1865 Einwohnern (Stand 1. Jänner 2025) im Bezirk Amstetten in Niederösterreich.

## Geografie
Ferschnitz liegt im Mostviertel in Niederösterreich, etwa 18 Prozent der Fläche der Marktgemeinde ist bewaldet.
Am Ostrand des Bezirkes Amstetten, grenzend an die Bezirke Scheibbs und Melk, liegt das Gemeindegebiet von Ferschnitz und gehört dem auslaufenden Hügelland des Alpenvorlandes an.
Die Lage ist günstig, bildet doch der Ferschnitzbach, beginnend mit dem Zusammenfluss des Grubbach und des Gafringbach in Senftenegg, eine recht abwechslungsreiche, mit Hügeln, Wäldern und Auen durchzogene Landschaft. Der Ferschnitzbach nimmt in seinem Lauf nach Norden noch den Ochsen- und Edelbach und einige weitere kleinere Gerinne auf, um sich mit der Ybbs bei Günzing zu vereinen.
Die höchste Erhebung in der Gemeinde liegt in Zinsenwang mit 351 m ü. A., während der Ort Ferschnitz selber nur um 280 m ü. A. aufweist.

### Gemeindegliederung
Ferschnitz umfasst als einzige Ortschaft Ferschnitz bzw. zwei Katastralgemeinden (Fläche: Stand 31. Dezember 2023):
- Ferschnitz (1.132,52 ha)
- Innerochsenbach (421,83 ha)

Ortsteile sind Amasödt, Edla, Ferschnitz-Au, Freidegg, Günzing, Innerochsenbach, Kirchholz, Knötzling, Kring, Leithen, Oberleiten, Ödt, Rudling, Segenbaum, Senftenegg, Truckenstetten, Unter Umberg, Weinzierl, Windischendorf, Zinsenwang und einige Einzellagen.

### Nachbargemeinden
| St. Georgen am Ybbsfelde | Blindenmarkt (Bezirk Melk)                  |                                          |
|                          | Kompassrose, die auf Nachbargemeinden zeigt |                                          |
| Euratsfeld               | Wang (Bezirk Scheibbs)                      | Steinakirchen am Forst (Bezirk Scheibbs) |

## Geschichte
Im Altertum war das Gebiet Teil der Provinz Noricum.
Der Ferschnitzbach wird im Jahre 1034 erstmals erwähnt und bildete die Ostgrenze des freisingischen Gebietes gegen die Regensburger Besitzungen. Der Ort Ferschnitz übernahm den Namen des Baches und dürfte im 12. Jahrhundert entstanden sein. Die ersten Erwähnungen für den Ort fallen in das Jahr 1345.
Wenig später wurde das adelige Geschlecht der Zelkinger Besitzer des nahen Schlosses Freidegg. Große Blüte erreichte Freidegg und der Ort Ferschnitz 1575 bis 1600 unter dem berühmten Gelehrten und Staatsmann Reichard Streun von Schwarzenau aus der Familie derer von Streun (Strein (Adelsgeschlecht)), welcher am Hofe von Kaiser Maximilian II. und Rudolf II., an führender Stelle tätig war. Freidegg war sein Lieblingssitz.
Auf die Fürsprache von Reichard Streun erhielt auch der Ort Ferschnitz 1589 das Marktrecht.
Das herrlich gelegene und kunstvoll (ähnlich der Schallaburg) ausgestattete Schloss Freidegg verfiel nach dem Tode des berühmten Grundherrn († 1600) zusehends. Von 1678 bis 1937 waren die Starhemberg Besitzer von Freidegg. Heute stehen davon nur mehr ein Torturm und ein Teil des ehemaligen Wirtschaftsgebäudes.
Laut dem Adressbuch von Österreich waren im Jahr 1938 in der Marktgemeinde Ferschnitz zwei Bäcker, ein Eisenwarenhändler, ein Fleischer, zwei Gastwirte, vier Gemischtwarenhändler, ein Sattler, ein Schlosser, ein Schmied, zwei Schneider und eine Schneiderin, zwei Schuster, zwei Tischler, ein Viehhändler, ein Wagner und einige Landwirte ansässig.

### Bevölkerungsentwicklung
| Ferschnitz: Einwohnerzahlen von 1869 bis 2025       | Ferschnitz: Einwohnerzahlen von 1869 bis 2025 | Ferschnitz: Einwohnerzahlen von 1869 bis 2025 | Ferschnitz: Einwohnerzahlen von 1869 bis 2025 | Ferschnitz: Einwohnerzahlen von 1869 bis 2025 |
| --------------------------------------------------- | --------------------------------------------- | --------------------------------------------- | --------------------------------------------- | --------------------------------------------- |
| Jahr                                                |                                               |                                               |                                               | Einwohner                                     |
| 1869                                                | 1869                                          |                                               | 1.009                                         | 1.009                                         |
| 1880                                                | 1880                                          |                                               | 1.025                                         | 1.025                                         |
| 1890                                                | 1890                                          |                                               | 969                                           | 969                                           |
| 1900                                                | 1900                                          |                                               | 932                                           | 932                                           |
| 1910                                                | 1910                                          |                                               | 1.030                                         | 1.030                                         |
| 1923                                                | 1923                                          |                                               | 1.086                                         | 1.086                                         |
| 1934                                                | 1934                                          |                                               | 1.114                                         | 1.114                                         |
| 1939                                                | 1939                                          |                                               | 1.107                                         | 1.107                                         |
| 1951                                                | 1951                                          |                                               | 1.096                                         | 1.096                                         |
| 1961                                                | 1961                                          |                                               | 1.098                                         | 1.098                                         |
| 1971                                                | 1971                                          |                                               | 1.207                                         | 1.207                                         |
| 1981                                                | 1981                                          |                                               | 1.234                                         | 1.234                                         |
| 1991                                                | 1991                                          |                                               | 1.406                                         | 1.406                                         |
| 2001                                                | 2001                                          |                                               | 1.606                                         | 1.606                                         |
| 2011                                                | 2011                                          |                                               | 1.677                                         | 1.677                                         |
| 2021                                                | 2021                                          |                                               | 1.831                                         | 1.831                                         |
| 2025                                                | 2025                                          |                                               | 1.865                                         | 1.865                                         |
| Quelle(n): Statistik Austria, Gebietsstand 1.1.2021 |                                               |                                               |                                               |                                               |

## Kultur und Sehenswürdigkeiten

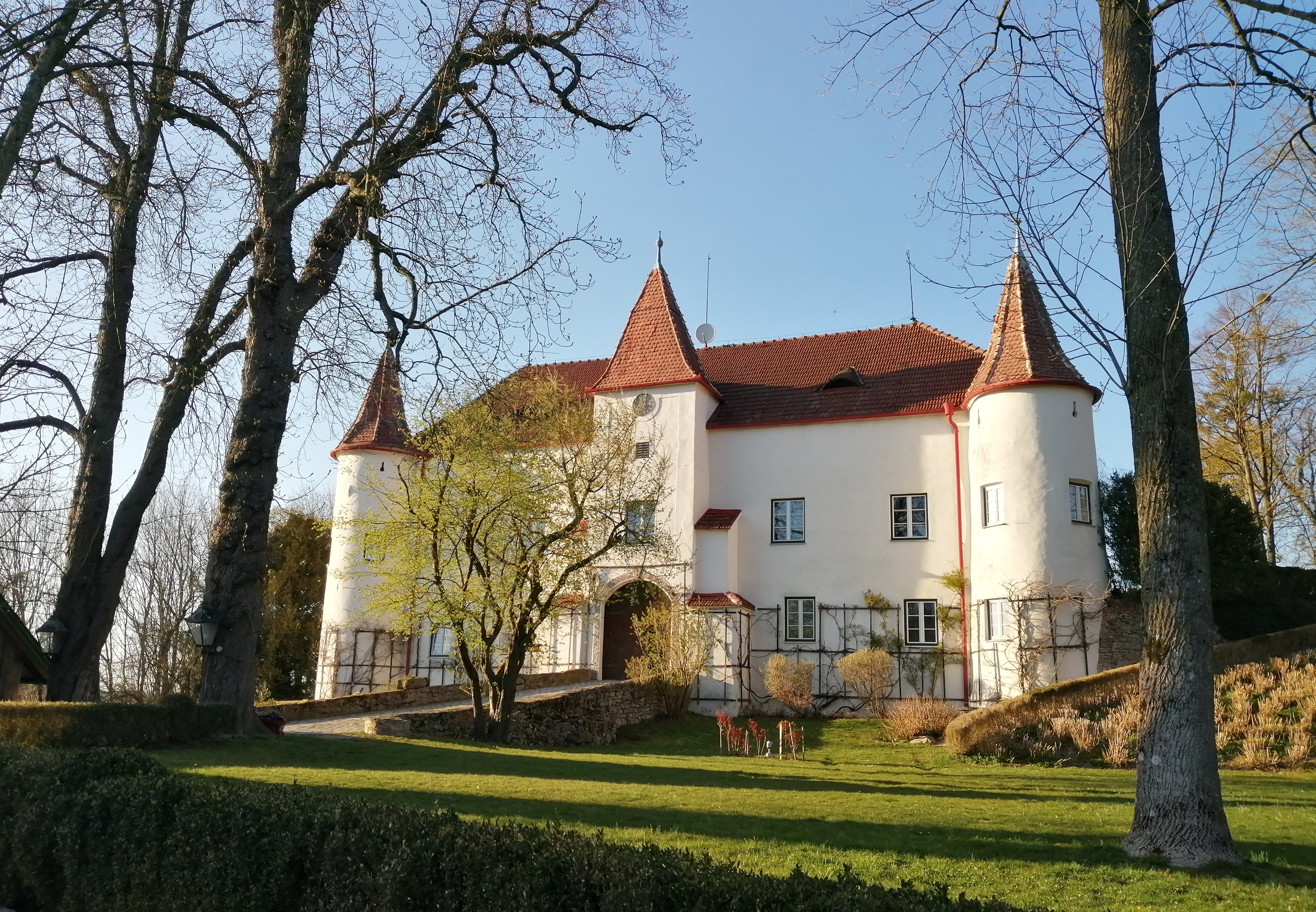
Schloss Senftenegg

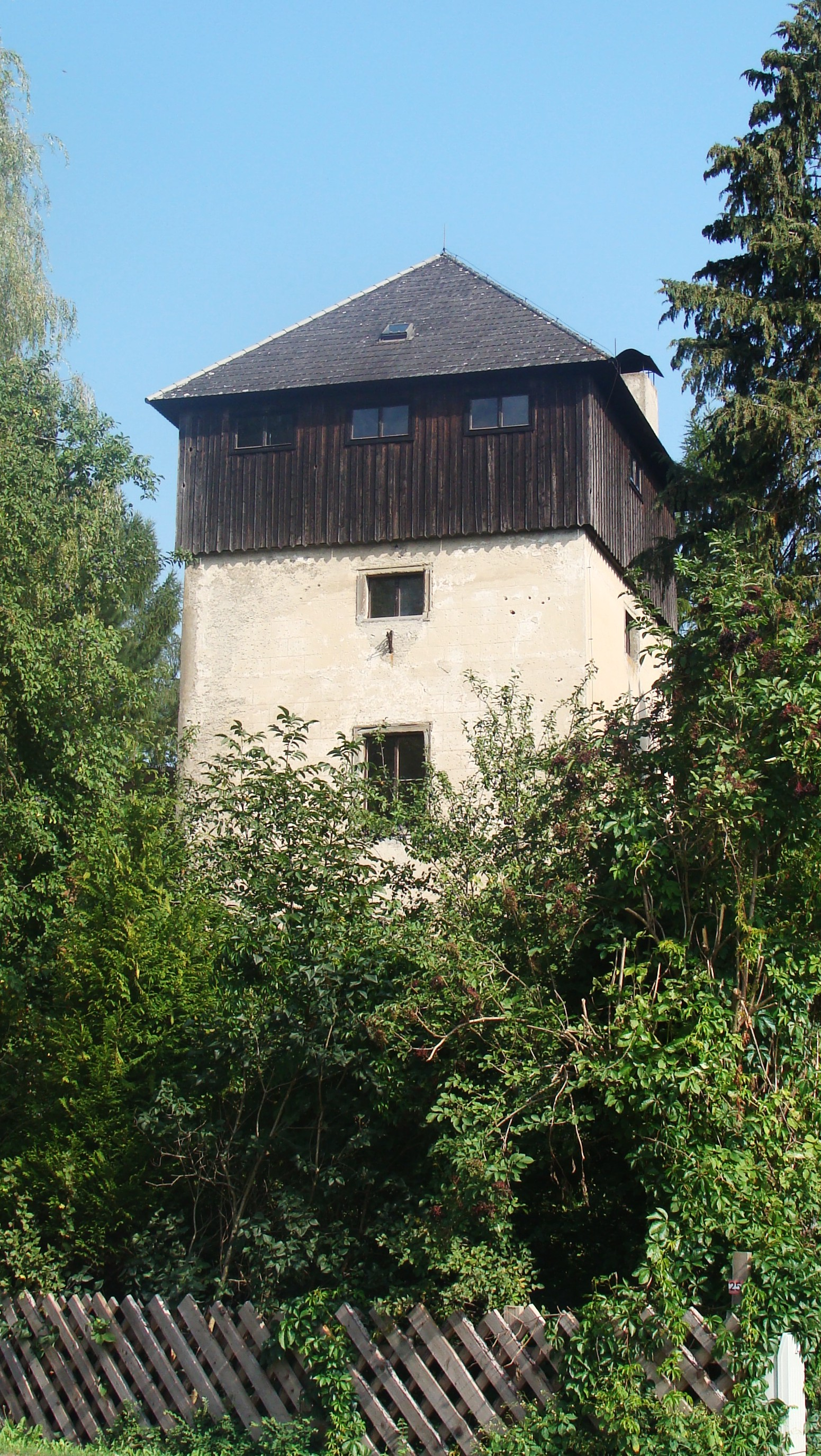
Schloss Freydegg

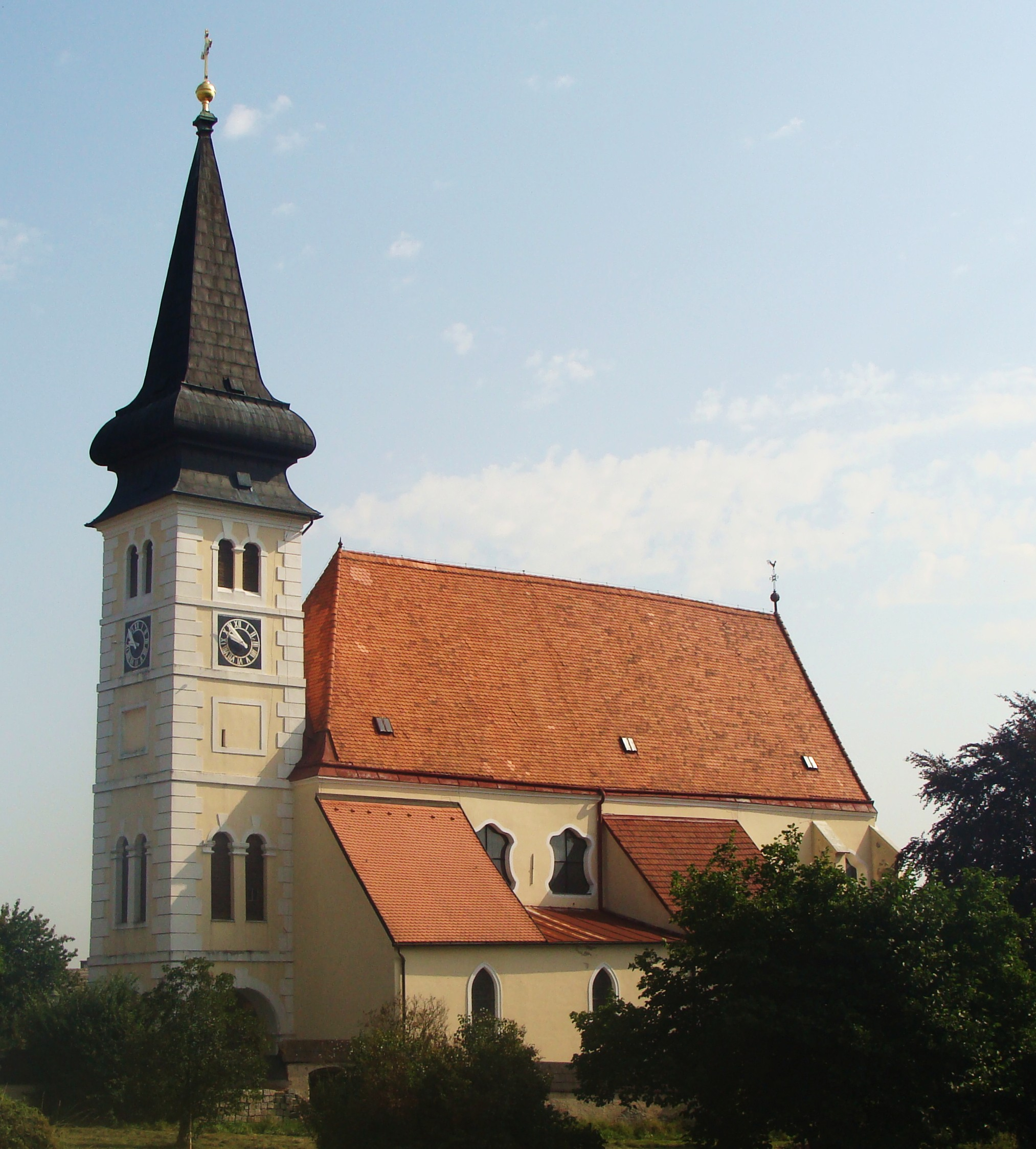
Pfarrkirche Ferschnitz

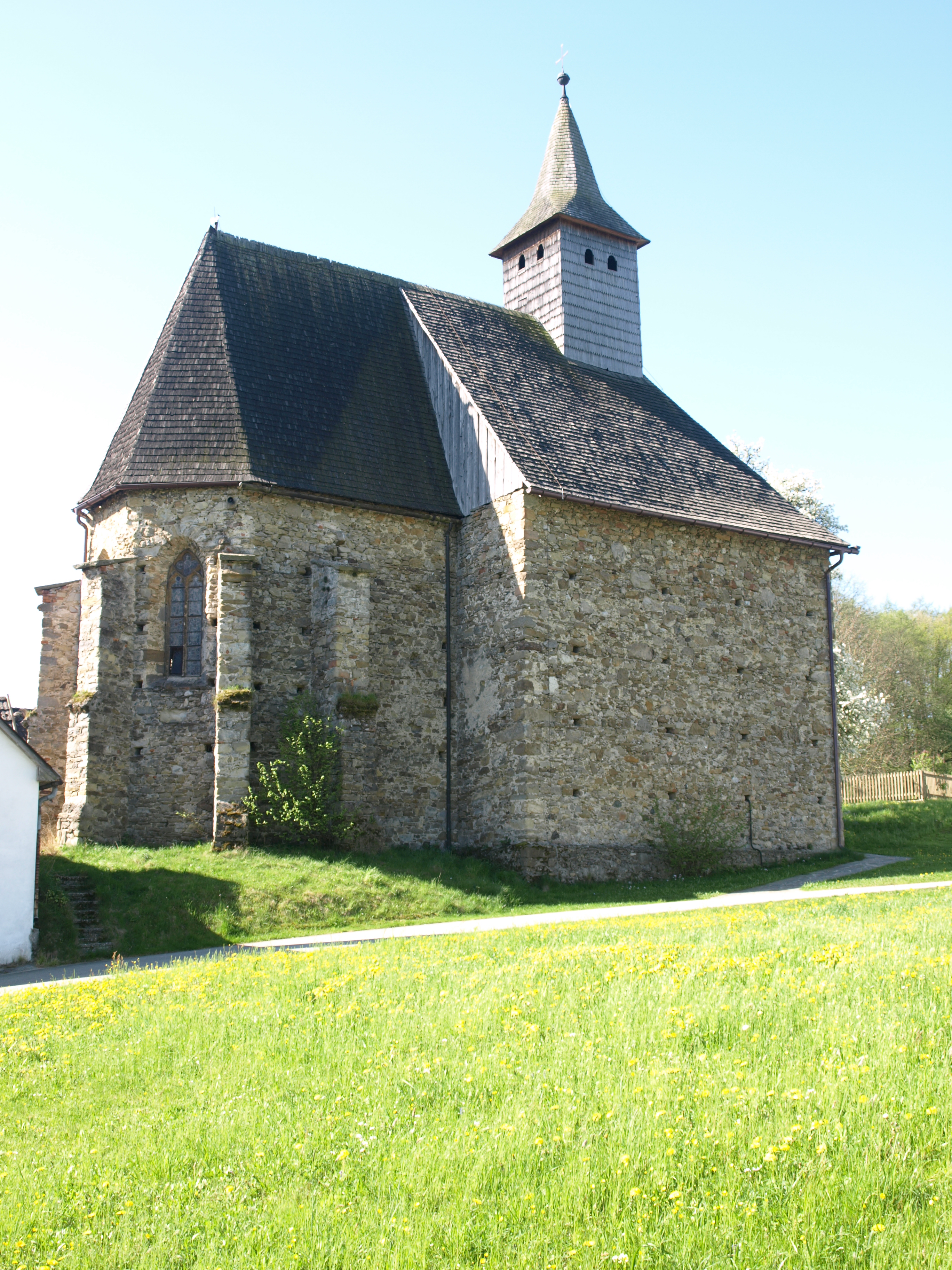
Filialkirche Innerochsenbach

- Katholische Pfarrkirche Ferschnitz hl. Sixtus II.: Die Pfarrkirche hl. Sixtus II. zeigt einen spätgotischen Altarraum (Chor) mit Erweiterungsbau in der Spätrenaissance 1575 sowie aus dem Jahre 1770 ein Hochaltarbild des österreichischen Malers Martin Johann Schmidt, auch bekannt als Kremser Schmidt. Die Geschichte der Pfarre wird erst im 14. Jahrhundert nachvollziehbar und zwar etwa zur gleichen Zeit, als auch die beiden herrschaftlichen Schlösser Freidegg und Senftenegg nachweisbar werden. Die Herrn von Zelking machten im Jahre 1352 der Pfarrkirche die ersten Schenkungen. Eine alte Inschrift nannte das Jahr 1425 als Bauzeit der Kirche. Es handelte sich aber hierbei vermutlich nur um eine bauliche Erweiterung. Drei kunstgeschichtliche Abschnitte werden repräsentiert, der spätgotische Chorbau, die Erweiterung der Renaissance und die barocke Ausstattung. Der spätgotische Chorraum mit Netzrippengewölbe und Sakristeiportal steht am Beginn einer Entwicklungsreihe von Sonderformen, die im Raum von Amstetten den Einfluss der Steyrer Hütte beweisen. Der protestantische Erweiterungsbau in der Renaissance bezieht sich nur auf das Langhaus der Kirche (Grabdenkmäler der Familie Streun – ehemaliges Schloss Freidegg). Auf dem Triumphbogen steht dafür die Jahreszahl 1575. In diese Zeit gehört auch das giebelgekrönte Westportal und das ehemalige Friedhofsportal mit den Terrakottawappen. Bekannt sind auch die Grabmale der Familie Streun aus dem 16. Jahrhundert. Die barocke Ausstattung gibt der protestantischen Kirche, in der nachweislich nach 1630 wieder der katholische Gottesdienst zelebriert wurde, ein neues Aussehen und mit der 1770 von Peter Wisgrill aus St. Pölten erfolgten Neugestaltung der Choranlage künstlerische Wirkung. Das Hochaltarbild, die Enthauptung des Hl. Sixtus II., ist mit 1770 datiert und stammt von Martin Johann Schmidt.
- Katholische Filialkirche Innerochsenbach hl. Martin
- Schloss Senftenegg: Die erste urkundliche Erwähnung von Schloss Senftenegg[4] geschieht im Jahre 1367 mit einem Hans Häusler, dem dann in der Besitzreihenfolge die Zelking (Zelkinger) und Puchheim (Adelsgeschlecht) folgen. Danach folgte ein rascher und zahlreicher Besitzerwechsel. Von 1795 bis 1934 war die Anlage dann im Besitz der Starhemberg. Karl Friedrich von Frank, der Vater des heutigen Besitzers Karl Frank, war ein bekannter Genealoge und Heraldiker. Er malte auch um 1900 die Wappen der früheren Schlossbesitzer im Arkadengang im oberen Stockwerk des Schlosses. Er brachte u. a. die bekannten Senftenegger Blätter zur Genealogie heraus. Gesichert wurde der Haupteingang des Schlosses durch einen einst sehr tiefen Wehrgraben, über den eine bewegliche Brücke führte. Flankiert wurde der Haupteingang von zwei seitlichen Rundtürmen, die auch heute noch zu sehen sind. Nichts mehr ist leider vom einstigen Bergfried zu sehen, der noch aus der Zeit des Hans Häusler stammte. Er wurde bis auf Dachhöhe abgetragen und in das Schloss integriert. Er befand sich neben der Kapelle im Schlossinneren, am südöstlichen Eck der viereckigen Gebäudegruppe. In den Schlosshof gelangt man durch einen Torturm, der durch sein hohes Pyramidendach auffällt. Im Innenhof befinden sich ein Laubengang mit darüberliegenden Arkaden, die durch Karl Friedrich von Frank mit den Wappen der einstigen Schlossbesitzer geschmückt wurden. Berühmt war Senftenegg durch seine umfassende Bibliothek. Das Schloss ist umgeben von einem englischen Garten in dem noch, neben einem alten Baumbestand, das Treibhaus und die Orangerie erhalten sind.

- Schloss Freydegg: Von dem einst berühmten Prunkbau des Richard von Streun ist heute nur mehr ein geringer Teil vorhanden. Der damalige Vorbau mit dem angrenzenden vierstöckigen Turm ist erhalten geblieben. Der Vorbau besitzt ein Rundbogenportal mit zwei roten Marmortafeln, gewölbte Räume im Erdgeschoß und eine Einfahrt mit Tonnengewölbe. Urkundlich tritt Freydegg das erste Mal 1339 unter einem Heinrich von Zelking in Erscheinung. 1575 ließ Richard von Streun die gesamte Anlage großartig zu einem Hauptschloss mit sechsstöckigen Turm, Wehrmauern und dreigeschoßigen Bastionstürmen umbauen. 1615 war Freydegg im Besitz der Familie Zinzendorf (Adelsgeschlecht), 1629 des Otto Heinrich Fugger zu Kirchberg, 1678 bis 1934 im Besitz der Familie Starhemberg und danach ging es in private Hände über. Berühmt war das Schloss Freydegg u. a. für seine Ausstattung mit ägyptischen und indischen Altertümern.

## Wirtschaft und Infrastruktur
Nichtlandwirtschaftliche Arbeitsstätten gab es im Jahr 2001 45, land- und forstwirtschaftliche Betriebe nach der Erhebung 1999 77. Die Zahl der Erwerbstätigen am Wohnort betrug nach der Volkszählung 2001 747. Die Erwerbsquote lag 2001 bei 48 Prozent. Arbeitslose gab es am Ort im Jahresdurchschnitt 2003 42.

### Öffentliche Einrichtungen
In der Gemeinde gibt es einen Kindergarten und eine Volksschule.

## Politik

### Gemeinderat
Der Gemeinderat hat 19 Mitglieder.
- Nach den Gemeinderatswahlen in Niederösterreich 1990 hatte der Gemeinderat folgende Verteilung: 17 ÖVP und 2 SPÖ.
- Nach den Gemeinderatswahlen in Niederösterreich 1995 hatte der Gemeinderat folgende Verteilung: 17 ÖVP und 2 SPÖ.[7]
- Nach den Gemeinderatswahlen in Niederösterreich 2000 hatte der Gemeinderat folgende Verteilung: 16 ÖVP und 3 SPÖ.[8]
- Nach den Gemeinderatswahlen in Niederösterreich 2005 hatte der Gemeinderat folgende Verteilung: 15 ÖVP und 4 SPÖ.[9]
- Nach den Gemeinderatswahlen in Niederösterreich 2010 hatte der Gemeinderat folgende Verteilung: 16 ÖVP, 2 SPÖ und 1 FPÖ.[10]
- Nach den Gemeinderatswahlen in Niederösterreich 2015 hatte der Gemeinderat folgende Verteilung: 15 ÖVP, 3 SPÖ und 1 FPÖ.[11]
- Nach den Gemeinderatswahlen in Niederösterreich 2020 hatte der Gemeinderat folgende Verteilung: 11 ÖVP, 7 VFF–Vielfalt für Ferschitz Liste Robl und 1 SPÖ.[12]
- Nach den Gemeinderatswahlen in Niederösterreich 2025 hat der Gemeinderat folgende Verteilung: 14 ÖVP, 2 VFF-Vielfalt für Ferschnitz Liste Robl, 2 FPÖ und 1 SPÖ.[13]

### Bürgermeister
- 1850–1856 Karl Weheim
- 1856–1861 Georg Mayerhofer
- 1861–1870 Karl Schweitzer
- 1870–1873 Leopold Werner
- 1873–1882 Ernst Weheim
- 1882–1891 Josef Oberaigner
- 1891–1912 Karl Steinlesberger
- 1912–1918 Franz Wallmböck
- 1918–1938 Hermann Geyer
- 1938–1945 Josef Höller
- 1945–1950 Leopold Höller
- 1950–1961 Anton Riedl (ÖVP)
- 1961–1975 Hermann Geyer (ÖVP)
- 1975–1991 Michael Hülmbauer (ÖVP)
- 1991–1999  Adolf Schindlegger (ÖVP)
- 1999–2014 Johann Berger (ÖVP)
- seit 2014 Michael Hülmbauer (ÖVP)

### Wappen
Blasonierung:
„In Blau eine mit einem gefluteten blauen Wellenbalken belegte goldene Binde, eingefasst von einem von Rot und Silber zu zwölf gleichen Teilen gestückten Schildrand.“

## Persönlichkeiten
Söhne und Töchter der Gemeinde
- Hermann Geyer (1873–1963), Wirtschaftsbesitzer und Politiker (CSP)
- Otto Götzl (1886–1960), Kaufmann und Politiker (ÖVP)
- Rudolf Kronberger (1905–1945), SA-Scharführer, 1945 zum Tode verurteilt und hingerichtet[15]
- Gottfried Langeder (1935–2015), Lokalhistoriker
- Michael Hülmbauer (* 1945), Landwirt und Politiker (ÖVP)

Personen mit Bezug zur Gemeinde
- Karl Friedrich von Frank (1894–1975), Privatgelehrter und Gutsbesitzer
- Reichard Streun von Schwarzenau (1538–1600), Adeliger, Politiker und Historiker